# Crusade in Europe
Crusade in Europe es un videojuego de guerra para computadora publicado por MicroProse en 1985 para Apple II, la familia Atari de 8 bits, Commodore 64 y MS-DOS. Fue diseñado por Sid Meier y Ed Bever.

## Modo de juego
Crusade in Europe es un juego que ofrece cinco operaciones principales disponibles, Normandy, Race for the Rhine, Market Garden, Bulge y Campaign Scenario.

## Recepción
M. Evan Brooks revisó el juego para Computer Gaming World y afirmó que «CIE ofrece cinco escenarios en un solo paquete, una ganga».

### Reseñas
- Zzap! - noviembre de 1985[3]
- Computer Gamer # 8 (1985-11)[4]
- Computer Gaming World - noviembre de 1991